# Nagylengyel
Nagylengyel község Zala vármegyében, a Zalaegerszegi járásban, a Zalai-dombság területén, a Göcsejben. A településen polgárőrség működik.

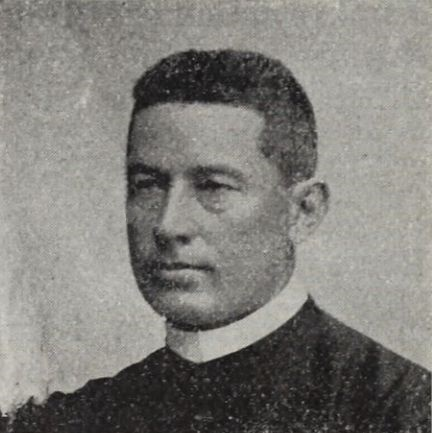
Strauszenberghi Strausz Flórián (1863–1952) római katolikus pap, pápai prélátus, alsólendvai esperes, nagylengyeli földbirtokos család sarja; fivérével, Strausz Antal (1872–1935) veszprémi kanonokkal együtt, irgalmas nővérek számára zárdát alapított a családi földbirtokon.

## Fekvése
Nagylengyel Zalaegerszegtől délnyugatra, a Göcsej kapujában terül el. A településen végighúzódik a Zalaegerszegtől Gellénházán és Petrikeresztúron át Nováig vezető 7401-es út, amelyből itt ágazik ki a 7407-es út Babosdöbréte-Rám és Teskánd felé. Megközelíthető még a község Zalaegerszeg-Bazita/Alsóerdő felől is. Környékén nagy kiterjedésű szőlőhegyek és erdők találhatóak, helyenként 280 méteres tengerszint feletti magasságot elérő dombokkal.

## Története
A 18. században a rósászeghi Rósás és Grebenár, mileji Salamon, és az ákosházi Sárkány nemesi családok voltak földbirtokosok a településen. Ákosházi Sárkány Gábor, nagylengyeli birtokos, szolgabíró és szenterzsébeti Terjék Júlia fia, ákosházi Sárkány Ignác (1729-1772), nagylengyeli birtokos volt; Sárkány Ignác feleségül vette a sidi Sidy család sarját, sidi Sidy Erzsébet kisasszonyt, akinek a szülei Sidy Pál (fl. 1707–1744), kapornaki főszolgabíró és galánthai Bessenyey Erzsébet voltak. A reformkor táján a településen lakott a tubolyszeghi Tuboly családnak egy ága, ahol maga tubolyszeghi Tuboly László (1756–1828), jogász, főszolgabíró, táblabíró, költő, nagylengyeli földbirtokos, szabadkőműves, nyelvújító elhunyt. Az ő gyermeke boldogfai Farkas Erzsébettől, tubolyszegi Tuboly Mihály (1798–1872), szintén fontos közigazgatási és politikai pályát futott be: Zala vármegye főjegyzője, táblabíró, földbirtokos volt, és élénken vett részt az 1848-as szabadságharcban. Tuboly Mihály és miskei Miskey Etelka leányaiban kihalt a családjának az ő ága.
A nemesi származású pálfiszegi Pálffy család sarja, pálfiszeghi Pálffy Elek (1840-1898), szerepelt az 1845-ös nemesi összeírásban mint földbirtokos, azonban a kiskoltai Koltay Karolinával (1848-1873) való házassága után Pölöskefőre költözött. Később, strauszenberghi Strausz Ferenc (1829-1880), és testvére, strauszenberghi Strausz Sándor (1831-1922) ideköltözött miután földbirtokot megvásárolt, amely egykor az ákosházi Sárkány családé volt: az utolsó zalai ákosházi Sárkány család tagja ákosházi Sárkány Borbála (1764-1821) úrnő, akinek a szülei ákosházi Sárkány Ignác (1729-1772), földbirtokos és a sidi Sidy családból való Sidy Erzsébet voltak. Sárkány Borbálát feleségül vette nemes Dvornikovics Kristóf (1754–1801), Zala vármegye főadószedője, földbirtokos; a nagylengyeli birtokot Dvornikovics Kristóf és Sárkány Borbála fia nemes Dvornikovics Mihály (1792–1838), aki ott lakott nejével lovászi és szentmargitai Sümeghy Borbála (1797–1834) asszony, Sümeghy József királyi tanácsos, zalai alispán és lovászi Jagasics Julianna lányával. Dvornikovics Mihál földbirtokos és Sümeghy Borbála frigyéből nem született gyermek.
A strauszenberghi Strausz család az egyik legtekintélyesebb földbirtokos nemesi család lett a településen a Sárkány-Dvornikovics féle földbirtok vásárlás után. Ferenc fia Strauszenberghi Strausz Antal (1872–1935) veszprémi kanonok apácai zárdát alapított a földbirtokán, fivérével, Strausz Flórián (1863-1952) pápai prélátussal. Egyedül strauszenberghi Strausz Sándor (1831-1922), Zala vármegye bizottsági tag, zalai esküdt, körjegyző, a „Zalamegyei Gazdasági Egyesület” tagja, a zalamegyei gazdakör tagja, nagylengyeli birtokos, vitte tovább a családot; feleségül vette a tekintélyes nemesi boldogfai Farkas családból való boldogfai Farkas Krisztina (1837-1883) kisasszonyt, boldogfai Farkas Ferenc (1779-1844) táblabíró, zalaboldogfai földbirtokos és Joó Borbála (1811-1881) asszony lányát. Strausz Sándor, aki élénken foglalkozott a vármegye gazdasági életével, a „Nagylengyel vidéki hitelszövetkezet” vezérigazgatója is volt. Strausz Sándor és Farkas Krisztina egyik lánya, Strausz Borbála (1861–1952), udvardi és básthi Udvardy Vince (1854-1922) felesége lett, ők voltak dr. Udvardy Jenő ügyvéd, királyi tanácsos szülei; a másik leánya, Strausz Erzsébet (1859-1930), akinek a férje, Parragh Gyula (1851–1928), balatonkenesei postamester, földbirtokos; három fiúgyermeke volt: Strausz Farkas (1863–1946), MÁV főellenőr, nagylengyeli birtokos, nőtlen, Strausz Rafael (1865–1895), császári és királyi huszár főhadnagy, megyebizottsági tag, földbirtokos, nőtlen, és dr. Strausz Sándor Domonkos (1867-1932), királyi itélő táblai bíró, földbirtokos aki feleségül vette a saját unokahúgát, Parragh Rafaellát (1884-1947). Az ő gyermekük dr. strauszenbergi Strausz Ferenc (1911-1949) alsolenvai főszolgabíró volt. Strausz Ferenc és Parragh Raffaela egy másik fia, dr. Sólyi Antal (született: strauszenberghi Strausz Antal) (1913–1945), neves magyar matematikus volt. A második világháború után a Strausz család elveszítette földbirtokait és kúriáját.
Nagylengyelben az 1950-es években intenzív kőolajtermelés kezdődött, ami már kevésbé aktívan, de máig tart. A faluban 1958-ban már földgázzal fűtöttek. Akkoriban itt annyi olajat termeltek ki egy nap alatt, mint ma Magyarországon egy év alatt. A zalai megyeszékhely közelsége miatt az utóbbi években jelentős fejlődés kezdődött. Sokan költöznek ki a városból, vállalatok nyíltak a faluban, mesterséges tó épült, 46 közművesített építési telket adtak át, elkészült 1,8 km aszfaltozott út, felavatták az új, többfunkciós, 340 négyzetméter alapterületű faluházat.
A faluház udvarán fajátékokból játszótér, sportöltöző és sportpálya található. A faluházban könyvtár van. Nyugdíjas klub, színjátszókör, főzőcske klub tevékenykedik. Teleház működik. A településen kerékpárutat is kialakítottak. Elkészült a csatornahálózat. 2007-ben megújult a templom. A község használaton kívüli plébániaépülete a Szombathelyi Egyházmegyei Karitász Kríziskamra 2010 programjának köszönhetően kapott új funkciót. Megváltozott munkaképességű emberek foglalkoztatására nyílik így lehetőség a Szent Család Szociális Központban.

## Közélete

### Polgármesterei
- 1990–1994: Balog Ferenc (független)[13]
- 1994–1998: Varga Béla (független)[14]
- 1998–2002: Bedő Lászlóné (független)[15]
- 2002–2006: Bedő László Antalné (független)[16]
- 2006–2010: Bedő László Antalné (független)[17]
- 2010–2014: Scheiber Ildikó (független)[18]
- 2014–2019: Scheiber Ildikó (független)[19]
- 2019–2024: Scheiber Ildikó (független)[20]
- 2024– : Scheiber Ildikó (független)[1]

## Népesség
A település népességének változása:
| Lakosok száma | 509  | 483  | 482  | 430  | 495  | 502  | 506  |
|               | 2013 | 2014 | 2015 | 2021 | 2022 | 2023 | 2024 |

A 2011-es népszámlálás idején a nemzetiségi megoszlás a következő volt: magyar 95,1%, német 1,27%, ukrán 0,8%, román 0,63%. A lakosok 68,1%-a római katolikusnak, 3,2% reformátusnak, 1,2% evangélikusnak, 6,8% felekezeten kívülinek vallotta magát (18,4% nem nyilatkozott).
2022-ben a lakosság 89,7%-a vallotta magát magyarnak, 0,8% németnek, 0,2% bolgárnak, 0,2% cigánynak, 0,2% románnak, 2,2% egyéb, nem hazai nemzetiségűnek (10,3% nem nyilatkozott; a kettős identitások miatt a végösszeg nagyobb lehet 100%-nál). Vallásuk szerint 48,7% volt római katolikus, 4,2% református, 1% evangélikus, 0,4% egyéb katolikus, 10,1% felekezeten kívüli (35,6% nem válaszolt).

## Nevezetességei
- Szent Domonkos római katolikus templom (XVIII. század)
- Régi óvodaépület
- Kápolna a régi apácazárda helyén
- Hősi emlékmű

## Neves nagylengyeliek
- tubolyszeghi Tuboly László (1756–1828), jogász, főszolgabíró, táblabíró, költő, nagylengyeli földbirtokos, szabadkőműves, nyelvújító.
- strauszenberghi Strausz Sándor (1831–1922), Zala vármegye bizottsági tag, zalai esküdt, körjegyző, nagylengyeli birtokos.
- strauszenberghi Strausz Flórián (1863–1952) római katolikus pap, pápai prélátus, alsólendvai esperes.
- strauszenberghi Strausz Farkas (1863–1946), MÁV főellenőr, nagylengyeli földbirtokos.
- strauszenberghi Strausz Antal (1872–1935), veszprémi kanonok, zsinati bíró, zalai főesperes, bői címzetes prépost.
- dr. strauszenberghi Strausz Sándor Domonkos (1867-1932), királyi ítélő táblai bíró, földbirtokos.

## Címere
A falu címere kék mezőben egy félkörívben körbetekeredő sárkányt ábrázol a címer jobb oldalán, amely egy a göcseji dombokat ábrázoló halmok mögül előbukkanó, szájában égő fáklyát tartó kutyát ölel körbe.
A sárga alapszínű sárkány az egykoron itt élt Sárkány főnemesi család címeréből került át a falu címerébe. A Sárkány család fontos szerepet töltött be egykoron a falu életében. Sárkány Gábor 1787-ben emeltette a falu templomát. Maradványai a templom kriptájában nyugszanak. A címer másik címerállata az égő fáklyát tartó kutya Szent Domonkos jelképe, akinek a  tiszteletére szentelték fel a nagylengyeli templomot. Az égő fáklya jelképezi a gázlángot, mivel a falu határában jelentős földgázkészletet tártak fel.